# Gennes-Ivergny
Gennes-Ivergny är en kommun i departementet Pas-de-Calais i regionen Hauts-de-France i norra Frankrike. Kommunen ligger i kantonen Auxi-le-Château som tillhör arrondissementet Arras. År 2022 hade Gennes-Ivergny 123 invånare.

## Befolkningsutveckling
Antalet invånare i kommunen Gennes-Ivergny
| Referens: INSEE |